# Археанактиды
Археанактиды — первая династия правителей древнего Боспорского государства, которая правила с начала V века до приблизительно 438 до н. э.
Сами Археанактиды называли себя царями, а античные авторы — тиранами, династами, царями, подчёркивая их единоличную власть и право её наследования. Родоначальником династии был, по-видимому, Археанакт — представитель знатного греческого рода, переселившийся из  Милета в город Пантикапей. Вскоре он стал его архонтом и смог объединить под своей властью все остальные греческие города Боспора Киммерийского. 
Археанакт возглавил объединение самостоятельных греческих колоний (полисов), расположенных по обеим сторонам Боспора Киммерийского (Керченский пролив), которые и стали ядром Боспорского государства. Тем не менее некоторым членам бывшей военной федерации боспорских городов, например городу Нимфею, удалось сохранить некоторую меру независимости. Около 438 до н. э. династию Археанактидов сменила династия Спартокидов, родоначальником которой был некий фракиец Спарток. Спартокиды объединили все греческие города. О неудачном сопротивлении Нимфея и  Феодосии известно из речей афинских ораторов.